# Be Water, My Friend
Pour plus de détails, voir Fiche technique et Distribution.
Be Water, My Friend (驕陽歲月, Jiao yang sui yue) est un film dramatique hongkongais réalisé par Anthony Pun et dont la sortie est prévue en 2023. Chow Yun-fat incarne un joueur pathologique cherchant à renouer avec son fils autiste. Le titre est basé sur la célèbre citation philosophique de Bruce Lee : « Sois comme l'eau, mon ami ».

## Synopsis
Fai (Chow Yun-fat) est un joueur compulsif qui repousse toute responsabilité. Il est prié de prendre soin du fils de son ex-petite amie Chik (Anita Yuen), Yeung. Celle-ci lui révèle également que Yeung est son propre fils et qu’il a promis de lui donner 100 000 HK$. Fai accepte donc d'assumer son rôle de père pendant un mois.
Il constate vite que son fils est autiste et comprend les difficultés à élever un enfant ayant des besoins spéciaux. Lorsque Chik ne se présente pas à la date prévue, Fai comprend pourquoi elle lui a apporté son fils.
Il trouve son but dans la vie tout en découvrant le talent de Yeung pour la course, puis décide de se débarrasser de son ancienne vie dissolue et accompagne son fils pour atteindre son rêve.

## Fiche technique
- Titre original : 驕陽歲月
- Titre international : Be Water, My Friend
- Réalisation : Anthony Pun
- Scénario : Felix Chong
- Production : Ronald Wong
- Sociétés de production : Pop Movies et Polybona Films
- Société de distribution : Distribution Workshop
- Pays de production :  Hong Kong
- Langues originales : cantonais et mandarin
- Format : couleur
- Genre : drame
- Date de sortie :
  - Hong Kong : 29 juin 2023

## Distribution
- Chow Yun-fat : Fai
- Anita Yuen : Lee Chik
- Alex Fong (en)
- Liu Kai-chi
- Michael Ning (en)
- Kenny Wong (en)

## Production
Doté d'un budget de 40 millions US$, Be Water, My Friend est tourné à Hong Kong, Macao et en Chine.
Le 12 janvier 2019, Chow Yun-fat est repéré lors du tournage d'une scène en plein air à Macao.
Le 7 mars 2019, Chow se blesse sur le plateau alors qu'il tourne une scène où il est menacé par l'acteur Kenny Wong (en), qui joue le rôle d'un collecteur de dettes, avec une bouteille de laque à la main. Dans la scène, Wong s'apprête à passer la bouteille de laque de sa main gauche à sa droite, mais le couvercle de la bouteille se détache et frappe Chow sur le front. Malgré un saignement, Chow continue de tourner la scène. Voulant à l’origine poursuivre le tournage pour le reste de la journée, le réalisateur Anthony Pun et le chorégraphe des scènes d'action Nicky Li lui ont conseille finalement de se faire soigner à l’hôpital où il reçoit cinq points de suture.